# Hollerich-Bonnevoie
Hollerich-Bonnevoie (en alemany: Hollerich-Bonneweg) va ser el nom legal d'una secció de l'antiga comuna d'Hollerich, al sud de Luxemburg. Va cobrir els barris d'Hollerich, Nord Bonnevoie-Verlorenkost, Sud Bonnevoie i Gare, que van formar la part urbanitzada de la comuna, separada de la ciutat de Luxemburg pel Pétrusse.
El 7 d'abril de 1914 va obtenir el títol de ciutat. La localitat, amb la resta de la comuna, es van fusionar a la ciutat de Luxemburg el 26 de març de 1920.